# Аксений
Аксений (Аксьоний) — колишній хутір Коростишівської і Ставищенської волостей Радомисльського повіту Київської губернії та Царівської сільської ради Ставищенського і Коростишівського районів Малинської і Волинської округ.

## Історія
До 1923 року входив до складу Коростишівської волості Радомисльського повіту Київської губернії. 16 січня 1923 року включено до складу Ставищенської волості та підпорядковано новоствореній Царівській сільській раді, котра, від 7 березня 1923 року, стала частиною новоутвореного Ставищенського району Малинської округи. За іншими даними, значився в складі сільської ради у вересні 1924 року. 13 березня 1925 року, внаслідок розформування Ставищенського району, в складі сільської ради, переданий до Коростишівського району Житомирської (згодом — Волинська) округи.
Знятий з обліку населених пунктів до 1 жовтня 1941 року.